# アミメハギ属
アミメハギ属 (網目剥属、Rudarius) は、フグ目カワハギ科の属の一つ。太平洋西部の熱帯海域に分布する。
学名は「隆起した」という意味で、発達した第一背鰭の棘条と腰骨の鞘状鱗に由来する。

## 形態
体長10cm未満の小型種が属する。体型は側扁した円形で、体色は変異が多い。オスの尾柄には毛状の突起が生じる。第一背鰭の棘条は太くなる。腰骨の鞘状鱗が発達する。

## 生態
西太平洋に分布し、岩礁域の海藻の間やアマモ場、サンゴ礁などでみられる。小型の生物を捕食する。夜は海藻を口にくわえて眠る。メスは卵を海藻に産み、守る。

## 分類
2022年現在、アミメハギ属には3種が属する。
- アミメハギ Rudarius ercodes
(D. S. Jordan&Fowler,1902) (whitespotted pygmy filefish)
- セダカカワハギ Rudarius excelsus
(Hutchins,1977) (diamond leatherjacket)
- Rudarius minutus
(J. C. Tyler,1970) (minute leatherjacket)

## 人間との関係
小型なので、普通食用にはならない。